# اکسل پرسون-برامستورپ
اکسل پرسون-برامستورپ (سوئدی: Axel Pehrsson-Bramstorp; ۱۹ اوت ۱۸۸۳ – ۱۹ فوریهٔ ۱۹۵۴) سیاستمدار اهل سوئد بود.
وی که رهبر حزب مرکزی سوئد از سال ۱۹۳۴ تا ۱۹۴۹ بوده از ژوئن تا سپتامبر ۱۹۳۶ به عنوان نخست‌وزیر سوئد فعالیت کرده است.